# Kinh tế học hành vi
Kinh tế học hành vi và lĩnh vực liên quan, tài chính hành vi, nghiên cứu các ảnh hưởng của xã hội, nhận thức, và các yếu tố cảm xúc trên các quyết định kinh tế của các cá nhân và các tổ chức và hậu quả đối với giá thị trường, hoàn vốn và các phân bổ nguồn lực. Các lĩnh vực chủ yếu liên quan đến các giới hạn của tính hợp lý của các tác nhân kinh tế. Các mô hình hành vi thường tích hợp những hiểu biết từ tâm lý học với lý thuyết kinh tế tân cổ điển; trong khi làm như vậy, các mô hình hành vi này bao gồm một loạt các khái niệm, phương pháp, và lĩnh vực.
Nghiên cứu về kinh tế học hành vi bao gồm cách thức các quyết định thị trường được thực hiện và các cơ chế dẫn dắt lựa chọn công cộng, chẳng hạn như những thành kiến đối với việc thúc đẩy tư lợi.
Có ba chủ đề phổ biến trong tài chính hành vi:
- Các khám phá: Mọi người thường đưa ra quyết định dựa trên khoảng quy tắc ngón cái và logic không nghiêm ngặt.
- Định khuôn khổ: Tập hợp của các giai thoại và các khuôn mẫu tạo nên bộ lọc cảm xúc tinh thần các cá nhân dựa vào để hiểu và đáp ứng các sự kiện.
- Các không hiệu quả thị trường: bao gồm các đánh giá sai và ra quyết định không hợp lý.

## Các vấn đề trong kinh tế hành vi

### Tài chính hành vi
Vấn đề trọng tâm trong tài chính hành vi là giải thích lý do tại sao các bên tham gia thị trường gây các lỗi hệ thống. Các lỗi như vậy ảnh hưởng đến giá cả và hoàn vốn, tạo ra sự thiếu hiệu quả của thị trường. Nó cũng điều tra cách các bên tham gia khác tận dụng lợi thế (hưởng chênh lệch) của các không hiệu quả thị trường như vậy.
Tài chính hành vi làm nổi bật các không hiệu quả như kém phản ứng hoặc quá phản ứng đối với thông tin như nguyên nhân của các xu hướng thị trường (và cực đoan trong trường hợp của các bong bóng và các vụ sụp đổ). Các phản ứng này đã được quy cho sự chú ý của nhà đầu tư bị hạn chế, quá tự tin, quá lạc quan, bắt chước (bản năng bầy đàn) và trao đổi nhiễu loạn. Các nhà phân tích kỹ thuật coi tài chính hành vi, anh em họ của kinh tế học hành vi, là cơ sở lý luận cho phân tích kỹ thuật.
Các quan sát quan trọng khác bao gồm sự bất đối xứng giữa các quyết định để có được hoặc giữ tài nguyên, được gọi là nghịch lý "chim trong bụi cây", và ác cảm tổn thất, sự miễn cưỡng để cho đi của một vật sở hữu có giá trị. Ác cảm mất mát xuất hiện để biểu lộ chính nó trong hành vi nhà đầu tư như một sự miễn cưỡng để bán cổ phần hoặc vốn cổ phần khác, nếu việc làm như vậy sẽ dẫn đến một sự mất mát đáng kể. Nó cũng có thể giúp giải thích tại sao giá nhà đất giảm ít/từ từ xuống mức thanh toán bù trừ thị trường trong những thời kỳ nhu cầu thấp.
Benartzi và Thaler (1995), áp dụng một phiên bản của lý thuyết triển vọng, tuyên bố đã giải quyết được nan giải bù đắp vốn cổ phần, một cái gì đó mà các mô hình tài chính thông thường đã không thể làm cho đến nay. Tài chính thực nghiệm áp dụng phương pháp thực nghiệm, ví dụ, tạo ra một thị trường nhân tạo bởi một số phần mềm mô phỏng để nghiên cứu quá trình ra quyết định và hành vi trong các thị trường tài chính của người dân.

#### Tài chính hành vi định lượng
Tài chính hành vi định lượng sử dụng phương pháp luận toán học và thống kê để hiểu những thành kiến hành vi. Trong nghiên cứu thị trường, một nghiên cứu cho thấy rất ít bằng chứng cho thấy các thành kiến leo thang tác động quyết định tiếp thị. Các người đóng góp hàng đầu bao gồm Gunduz Caginalp (Biên tập viên của Tạp chí Tài chính hành vi 2001-2004) và các cộng tác viên bao gồm người đoạt giải Nô-ben 2002 Vernon Smith, David Porter, Don Balenovich, Vladimira Ilieva và Ahmet Duran, và Ray Sturm.

### Các mô hình tài chính
Một số mô hình tài chính được sử dụng trong quản lý tiền bạc và định giá tài sản kết hợp các thông số tài chính hành vi, ví dụ:
- Mô hình Thaler của các phản ứng giá đối với thông tin, với ba giai đoạn, chậm phản ứng-điều chỉnh-phản ứng mạnh, tạo ra một xu hướng giá

Một đặc trưng của phản ứng thái quá là hoàn vốn trung bình theo sau các thông báo tin tốt là thấp hơn sau tin xấu. Nói cách khác, phản ứng thái quá xảy ra nếu thị trường phản ứng quá mạnh hoặc quá lâu đối với tin tức, do đó cần điều chỉnh theo hướng ngược lại. Kết quả là, các tài sản hoạt động tốt hơn trong một giai đoạn có thể sẽ kém hiệu quả trong giai đoạn sau. Điều này cũng áp dụng cho thói quen mua sắm hợp lý của khách hàng.
- Hệ số hình ảnh cổ phiếu

#### Những lời chỉ trích
Những nhà phê bình như Eugene Fama thường hỗ trợ giả thuyết thị trường hiệu quả. Họ cho rằng tài chính hành vi là nhiều tập hợp các bất thường hơn một nhánh thực sự của tài chính và rằng những bất thường này hoặc làm mất giá nhanh chóng thị trường hoặc được giải thích bằng cách kêu gọi các đối số vi cơ cấu thị trường. Tuy nhiên, các thiên vị nhận thức cá nhân được phân biệt với những thành kiến xã hội; những người cũ có thể được trung bình giá bởi thị trường, trong khi người khác có thể tạo ra các vòng phản hồi tích cực mà dẫn dắt thị trường đi xa hơn và xa hơn nữa khỏi một trạng thái cân bằng "giá công bằng". Tương tự như vậy, đối với một sự bất thường vi phạm hiệu quả thị trường, nhà đầu tư phải có khả năng trao đổi chống lại nó và kiếm được lợi nhuận bất thường; điều này không phải là trường hợp cho một số dị thường.
Một ví dụ cụ thể của sự chỉ trích này xuất hiện trong một số giải thích của câu đố bù đắp vốn cổ phần. Nó cho rằng nguyên nhân là các rào cản gia nhập (cả thực tế và tâm lý) và rằng hoàn vốn giữa cổ phiếu và trái phiếu nên cân bằng do tài nguyên điện tử mở thị trường chứng khoán cho nhiều thương nhân hơn. Đáp lại, những người khác cho rằng hầu hết các quỹ đầu tư tư nhân được quản lý thông qua các quỹ hưu bổng, bằng cách giảm thiểu tác động của các rào cản gia nhập giả định này. Ngoài ra, các nhà đầu tư chuyên nghiệp và nhà quản lý quỹ dường như nắm giữ trái phiếu nhiều hơn một mong chờ sự khác biệt hoàn vốn đã định.

### Lý thuyết trò chơi hành vi
Lý thuyết trò chơi hành vi là một chủ đề mà phân tích các quyết định và hành vi chiến lược tương tác bằng cách sử dụng các phương pháp của lý thuyết trò chơi, kinh tế học thực nghiệm và tâm lý học thực nghiệm. Các thí nghiệm bao gồm thử nghiệm độ lệch từ các đơn giản hóa điển hình của lý thuyết kinh tế như tiên đề độc lập và sự bế tắc của chủ nghĩa vị tha, tính công bằng, và các hiệu ứng khuôn khổ. Về mặt tích cực, phương pháp này đã được áp dụng cho đào tạo tương tác và các ưu tiên xã hội. Như một chương trình nghiên cứu, đề tài này là một sự phát triển trong ba thập kỷ qua.

### Lý luận kinh tế ở động vật không phải con người
Một số ít các nhà tâm lý học so sánh đã cố gắng để chứng minh lý do kinh tế ở các động vật không phải con người. Các nỗ lực ban đầu theo hướng này tập trung vào hành vi của chuột và chim bồ câu. Những nghiên cứu này rút ra trên các nguyên lý của tâm lý học hành vi, trong đó mục tiêu chính là để khám phá các tương tự với hành vi con người trong các động vật không phải con người có thể theo dõi bằng thí nghiệm. Chúng cũng có tương tự về phương pháp luận như công trình của Ferster và Skinner. Bên cạnh các tương đồng về phương pháp luận, các nhà nghiên cứu đầu tiên về kinh tế học không phải con người đi chệch khỏi chủ nghĩa hành vi trong thuật ngữ học của họ. Mặc dù các nghiên cứu như vậy được xác lập chủ yếu trong một buồng điều cụ, việc sử dụng phần thưởng thức ăn cho hành vi mổ/nhấn thanh, các nhà nghiên cứu mô tả việc mổ và nhấn thanh không phải trong các thuật ngữ củng cố và các mối quan hệ kích thích-phản ứng, mà thay vào đó trong các thuật ngữ công việc, nhu cầu, ngân sách và lao động. Các nghiên cứu gần đây đã thông qua một cách tiếp cận hơi khác, bằng cách lấy một quan điểm có tính chất tiến hóa hơn, với việc so sánh hành vi kinh tế của con người với một loài linh trưởng không phải con người, các con khỉ mũ.

#### Các động vật như một tương tự con người
Nhiều nghiên cứu trước đây của lý luận kinh tế không phải con người đã được thực hiện trên chuột và chim bồ câu trong một buồng điều cụ. Những nghiên cứu này đã xem xét những thứ như tỷ lệ cú mổ (trong trường hợp của chim bồ câu) và tỷ lệ nhấn thanh (trong trường hợp của chuột) tạo điều kiện nhất định cho khen thưởng. Các nhà nghiên cứu đầu tiên khẳng định, ví dụ, rằng hình mẫu đáp ứng (tỷ lệ cú mổ/nhấn thanh) là một tương tự thích hợp đối với cung ứng lao động con người. Các nhà nghiên cứu trong lĩnh vực này ủng hộ cho sự phù hợp của việc sử dụng hành vi kinh tế động vật để hiểu các thành phần cơ bản của hành vi kinh tế của con người. Trong một báo cáo của Battalio, Green, và Kagel (1981, p 621), họ viết:
| “ | Các cân nhắc không gian không cho phép một cuộc thảo luận chi tiết về các lý do tại sao các nhà kinh tế cần thực hiện nghiêm túc việc điều tra các lý thuyết kinh tế bằng cách sử dụng các đối tượng không phải con người.... [Các nghiên cứu về hành vi kinh tế ở động vật không phải con người] cung cấp một phòng thí nghiệm để xác định, thử nghiệm, và hiểu biết tốt hơn các quy luật chung của hành vi kinh tế. Sử dụng các phòng thí nghiệm này được xác định trên thực tế là hành vi cũng như cấu trúc khác nhau liên tục giữa các loài, và rằng các nguyên tắc của hành vi kinh tế sẽ là duy nhất trong số các nguyên tắc có tính hành vi nếu họ đã không áp dụng, với một số thay đổi, tất nhiên, đối với hành vi của không phải loài người. | ” |

#### Cung ứng lao động
Môi trường phòng thí nghiệm điển hình để nghiên cứu cung cấp lao động ở chim bồ câu được thiết lập như sau. Chim bồ câu đầu tiên bị bỏ đói. Bởi vì động vật đang đói, thức ăn trở nên rất mong muốn. Chim bồ câu được đặt trong một buồng điều cụ và thông qua định hướng và khám phá môi trường của buồng chúng phát hiện ra rằng bằng cách mổ một đĩa nhỏ nằm ở một bên của căn phòng, thức ăn được giao cho chúng. Trong thực tế, hành vi mổ trở thành được củng cố, vì nó có liên quan đến thức ăn. Không lâu sau, chim bồ câu mổ vào đĩa (hoặc kích thích) một cách thường xuyên.
Trong trường hợp này, chim bồ câu được cho là "làm việc" để có thức ăn bằng cách mổ. Thức ăn, do đó, được coi là tiền tệ. Giá trị của tiền tệ có thể được điều chỉnh theo nhiều cách, bao gồm cả lượng thức ăn cung cấp, tỷ lệ giao thức ăn và các loại thức ăn được cung cấp (một số thức ăn có thể được mong muốn nhiều hơn các thức ăn khác).
Hành vi kinh tế tương tự như điều được quan sát thấy trong con người được phát hiện khi những con chim bồ câu đói ngừng làm việc/làm việc ít hơn khi phần thưởng bị giảm. Các nhà nghiên cứu cho rằng đây là tương tự như hành vi cung ứng lao động ở con người. Đó là giống như con người (người mà, thậm chí đang cần, vẫn sẽ chỉ làm việc nhiều cho một mức lương nhất định) chim bồ câu thể hiện giảm trong mổ (làm việc) khi tưởng thưởng (giá trị) bị giảm.

#### Cầu
Trong kinh tế học con người, một đường cầu điển hình là tỉ lệ nghịch. Điều này có nghĩa là giá của một hàng hóa tăng thì số lượng mà người tiêu dùng có thể mua giảm. Các nhà nghiên cứu nghiên cứu đường cầu ở động vật không phải con người như chuột thấy rằng đường cầu có độ dốc âm, phù hợp với độ dốc của đường cầu của con người.
Các nhà nghiên cứu đã nghiên cứu nhu cầu ở những con chuột một cách riêng biệt khỏi việc nghiên cứu cung ứng lao động ở chim bồ câu. Cụ thể, giả sử chúng ta có các đối tượng thí nghiệm, các con chuột, trong một căn phòng operant và chúng ta đòi hỏi chúng phải bấm vào một chốt để nhận được một phần thưởng. Phần thưởng có thể là thức ăn (viên thức ăn khen thưởng), nước, hoặc một đồ uống hàng hóa như cola anh đào. Không giống như các nghiên cứu chim bồ câu trước đây, khi tương tự công việc là cú mổ và tương tự tiền tệ là phần thưởng, trong các nghiên cứu về nhu cầu ở chuột, tương tự tiền tệ là việc nhấn thanh. Trong hoàn cảnh này, các nhà nghiên cứu cho rằng việc thay đổi số lượng nhấn thanh cần thiết để có được một món hàng hóa là tương tự đối với việc thay đổi giá của một món hàng hóa trong kinh tế học con người.
Trong thực tế, các kết quả của các nghiên cứu nhu cầu ở động vật không phải con người là, do yêu cầu nhấn thanh (chi phí) tăng lên, động vật nhấn thanh theo số lần được yêu cầu ít thường xuyên hơn (thanh toán).

#### Hành vi trao đổi của khỉ
Công trình gần đây về hành vi kinh tế ở động vật không phải con người đã tập trung trên những con khỉ mũ. Ở đây các nhà nghiên cứu có vẻ ít nghiêng về phía truyền thống hành vi chủ nghĩa của phòng thí nghiệm tương tự hành vi người và động vật. Thay vào đó, họ cố gắng để áp dụng một quan điểm có tính tiến hóa hơn, bằng cách định vị rằng lý do kinh tế có thể là chức năng cơ bản, không được đào tạo, và phục vụ một số thích nghi.
Một nghiên cứu gần đây  liên quan đến sự giới thiệu của một hệ thống tiền tệ trở thành một thuộc địa của những con khỉ mũ nuôi nhốt. Tiền tệ là trong dạng các đồng xu và được quy đổi thành thực phẩm và các mặt hàng có thể mua được khác khi được trao đổi với một nhà nghiên cứu. Dưới các điều kiện này, các nhà nghiên cứu đã nghiên cứu ba tính năng của hoạt động trao đổi của khỉ: cầu, sợ tổn thất và sợ rủi ro. Trong nghiên cứu này, những con khỉ được trình bày với một số tiền và được trình bày một số lượng nhất định của thực phẩm hoặc hàng hóa khác. Những con khỉ phải nhận tiền và giao cho người làm thí nghiệm để đổi lấy hàng hóa. Trong một điều kiện của thí nghiệm, sau khi con khỉ đã thanh toán cho hàng hóa, nó có tùy chọn để có một số lượng thực phẩm chắc chắn ngay bây giờ, hoặc đợi đến khi người làm thí nghiệm làm thay đổi lượng thức ăn được trình bày.
Trong trường hợp này, người làm thí nghiệm có thể tăng hoặc giảm lượng thức ăn đã cho. Vì vậy, thiết lập thí nghiệm này cho phép các nhà nghiên cứu xem xét hành vi đánh bạc của động vật. Các thí nghiệm do đó có thể đặt ra những câu hỏi sau đây: con khỉ sẽ lấy số lượng thực phẩm chắc chắn? Con khỉ sẽ "đánh bạc" bằng cách chờ đợi cho đến khi người thử nghiệm thay đổi số lượng thực phẩm hiện nay? Quyết định của động vật phụ thuộc vào các hoàn cảnh nào? Kết quả cho thấy những con khỉ là sợ rủi ro: chúng thích để có số lượng ban đầu của thực phẩm hơn là chờ đợi người làm thí nghiệm thay đổi số lượng được trình bày.
Các nhà thực nghiệm giới thiệu một số thao tác khác, bao gồm cả việc thay đổi ngân sách được phân bổ, thay đổi chi phí của một số món hàng, thay đổi bản thân các mục. Cụ thể, các nhà nghiên cứu tìm thấy một sự gia tăng trong mua hàng và tiêu thụ khi mặt hàng đó giảm giá trị, một kết quả phù hợp với những điều được tìm thấy trong kinh tế học con người.
Tóm lại, các kết quả của nghiên cứu này cho thấy các con khỉ mũ không chỉ sợ rủi ro, mà cũng rất nhạy cảm với các cấu trúc như giá cả, ngân sách, và kỳ vọng chi trả. Theo các nhà nghiên cứu, các loài động vật không được đào tạo để hành xử theo cách này; những hành vi này xuất hiện tự nhiên trong môi trường hoạt động trao đổi. Kết quả là, các nhà nghiên cứu này cho rằng hành vi và lý luận kinh tế cơ bản có thể không được đào tạo, bẩm sinh, và tùy thuộc vào chọn lọc tự nhiên.

### Tâm lý học tiến hóa
Quan điểm của tâm lý học tiến hóa là nhiều hạn chế trong lựa chọn hợp lý dường như có thể được giải thích như là hợp lý trong bối cảnh tối đa hóa fitness sinh học trong môi trường của tổ tiên chứ không nhất thiết phải trong môi trường hiện tại. Vì vậy, khi sống ở mức sinh hoạt nơi mà một sút giảm tài nguyên có thể có nghĩa là cái chết nó có thể là hợp lý để đặt một giá trị lớn hơn lên các thiệt hại hơn lên các thu được. Nó cũng có thể giải thích các khác biệt giữa các nhóm như nam giới là ít sợ rủi ro hơn so với nữ giới vì nam giới có nhiều thành công sinh sản biến đổi hơn so với nữ giới. Trong khi việc cố gắng rủi ro không thành công có thể hạn chế thành công sinh sản cho cả hai giới, nam giới có khả năng có thể gia tăng sinh sản thành công của họ hơn nhiều so với nữ giới từ việc cố gắng rủi ro thành công.

## Lịch sử
Trong giai đoạn cổ điển, kinh tế học vi mô có liên quan chặt chẽ với tâm lý học. Ví dụ: Adam Smith đã viết Lý thuyết về các tình cảm đạo đức, trong đó đề xuất các giải thích tâm lý của hành vi cá nhân, bao gồm các mối quan tâm về sự công bằng và công lý, và Jeremy Bentham viết rất nhiều về các nền tảng tâm lý của tiện ích. Tuy nhiên, trong sự phát triển của kinh tế học tân cổ điển các nhà kinh tế đã tìm cách định hình lại môn học như một khoa học tự nhiên, bằng cách suy luận hành vi kinh tế từ các giả định về bản chất của các tác nhân kinh tế. Họ đã phát triển khái niệm về homo economicus, có tâm lý là cơ bản hợp lý. Điều này dẫn đến các sai sót ngoài ý muốn và không lường trước được.
Tuy nhiên, nhiều nhà kinh tế học tân cổ điển quan trọng đã sử dụng các giải thích tâm lý phức tạp hơn, bao gồm Francis Edgeworth, Vilfredo Pareto và Irving Fisher. Tâm lý học kinh tế nổi lên trong thế kỷ 20 trong các tác phẩm của Gabriel Tarde, George Katona and Laszlo Garai. Các mô hình tiện ích dự kiến và tiện ích giảm giá bắt đầu được chấp nhận, bằng cách tạo ra giả thuyết có thể kiểm chứng về việc ra quyết định không chắc chắn đã cho và tiêu thụ liên thời gian tương ứng. Các bất thường có thể lặp lại và được quan sát cuối cùng đã thách thức những giả thuyết, và các bước tiếp theo được thực hiện bởi người đoạt giải Nobel Maurice Allais, ví dụ như trong việc thiết lập ra nghịch lý Allais, một vấn đề quyết định ông lần đầu tiên giới thiệu vào năm 1953 mà mâu thuẫn với giả thuyết tiện ích dự kiến.

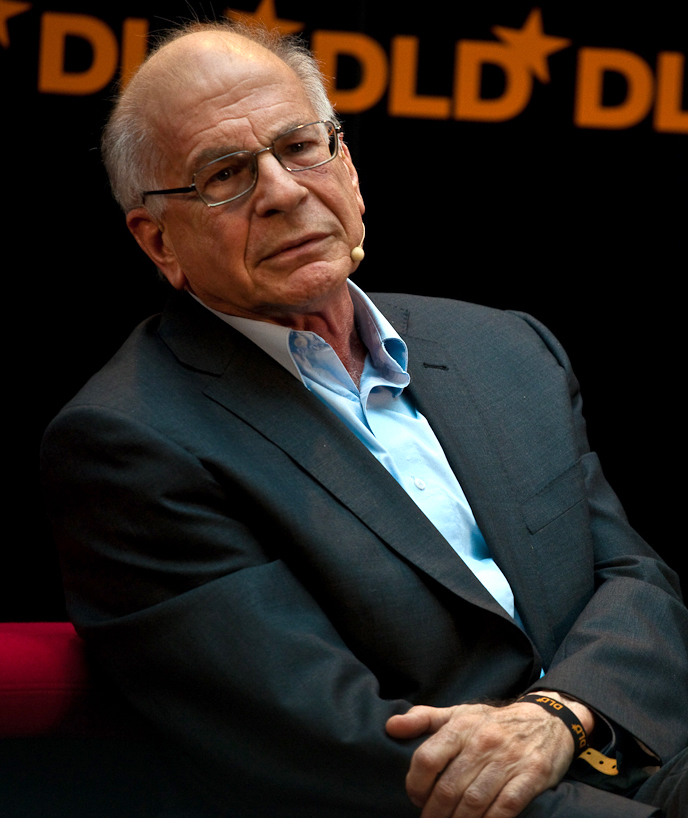
Daniel Kahneman

Trong những năm 1960 tâm lý học nhận thức bắt đầu sáng tỏ hơn về não như một thiết bị xử lý thông tin (trái ngược với mô hình hành vi chủ nghĩa). Các nhà tâm lý học trong lĩnh vực này, chẳng hạn như Ward Edwards, Amos Tversky và Daniel Kahneman bắt đầu so sánh các mô hình nhận thức của họ về việc ra quyết định theo rủi ro và sự không chắc chắn với các mô hình kinh tế của hành vi hợp lý. Trong tâm lý học toán học, có sự quan tâm lâu dài trong transitivity của ưu tiên và loại tiện ích quy mô đo lường cấu thành (Luce, 2000).

### Lý thuyết triển vọng
Trong năm 1979, Kahneman và Tversky đã viết Lý thuyết triển vọng: Một phân tích của Quyết định theo rủi ro, một báo cáo quan trọng sử dụng tâm lý học nhận thức để giải thích các khác biệt về quyết định kinh tế so với lý thuyết tân cổ điển. Lý thuyết triển vọng có hai giai đoạn, một giai đoạn chỉnh sửa và một giai đoạn đánh giá.
Trong giai đoạn chỉnh sửa, những tình huống nguy hiểm được đơn giản hóa bằng cách sử dụng các chẩn đoán lựa chọn khác nhau. Trong giai đoạn đánh giá, các lựa chọn thay thế rủi ro được đánh giá bằng cách sử dụng các nguyên tắc tâm lý khác nhau bao gồm những điều sau đây:
1. phụ thuộc tham chiếu: Khi đánh giá kết quả, người ra quyết định có trong tâm trí một "mức tham chiếu". Kết quả sau đó được so với điểm tham chiếu và phân loại là "thu được" nếu lớn hơn so với điểm tham chiếu và "thiệt hại" nếu ít hơn so với điểm tham chiếu.
2. lo ngại mất mát: Thiệt hại tác động nhiều hơn so với thu được tương đương. Năm 1979, trong bài báo của họ trên Econometrica, Kahneman và Tversky tìm thấy hệ số trung bình của sự ác cảm mất mát vào khoảng 2,25, tức là, thiệt hại gây tác động khoảng 2.25 lần nhiều hơn so với thu được tương đương.
3. gia quyền xác suất phi tuyến: Bằng chứng cho thấy người ra quyết định xem trọng quá mức các khả năng nhỏ và coi nhẹ các khả năng lớn, điều này làm nảy sinh nghịch đảo hình S "hàm gia quyền xác suất".
4. giảm bớt sự nhạy cảm đối với được và mất: Khi quy mô của những được và mất giảm tương đối so với điểm tham chiếu tăng trong giá trị tuyệt đối, hiệu ứng biên trên tiện ích của người ra quyết định hoặc sự hài lòng giảm đi.

Lý thuyết triển vọng có thể giải thích tất cả mọi thứ mà hai lý thuyết quyết định chính hiện có - lý thuyết tiện ích dự kiến và tiện ích phụ thuộc vào xếp hạng - có thể giải thích. Tuy nhiên, ngược lại là sai. Lý thuyết triển vọng đã được sử dụng để giải thích một loạt các hiện tượng mà lý thuyết quyết định hiện tại có rất nhiều khó khăn trong việc giải thích. Chúng bao gồm các đường cong cung ứng lao động uốn ngược, các co giãn giá bất đối xứng, trốn thuế, đồng chuyển động của giá cổ phiếu và tiêu dùng, vv
Trong năm 1992, trên Journal of Risk and Uncertainty, Kahneman và Tversky đã sửa đổi tài khoản của họ về lý thuyết triển vọng mà họ gọi là lý thuyết triển vọng tích lũy. Lý thuyết mới loại bỏ giai đoạn chỉnh sửa trong lý thuyết triển vọng và chỉ tập trung vào giai đoạn đánh giá. Đó là tính năng chính là nó cho phép gia quyền xác suất phi tuyến một cách tích lũy, mà ban đầu được đề nghị trong lý thuyết tiện ích phụ thuộc cấp bậc của John Quiggin.
Các đặc điểm tâm lý như quá tự tin, thiên vị dự phóng, và những ảnh hưởng của sự chú ý bị hạn chế hiện nay là một phần của lý thuyết. Các phát triển khác bao gồm một cuộc hội nghị tại Viện Đại học Chicago, một kinh tế học hành vi phiên bản đặc biệt của Quarterly Journal of Economics ('Tưởng nhớ Amos Tversky') và giải Nobel năm 2002 của Kahneman cho việc có "những hiểu biết tích hợp từ nghiên cứu tâm lý vào khoa học kinh tế, đặc biệt là liên quan đến sự phán xét con người và ra quyết định theo sự không chắc chắn".

### Lựa chọn liên thời gian
Kinh tế học hành vi cũng được áp dụng cho lựa chọn liên thời gian. Hành vi lựa chọn liên thời gian phần lớn là không phù hợp, minh chứng bằng chiết khấu hyperbol của George Ainslie (1975) là một trong những quan sát nghiên cứu nổi bật, được tiếp tục phát triển bởi David Laibson, Ted O 'Donoghue, và Matthew Rabin. Chiết khấu hyperbolic mô tả xu hướng kết quả giảm giá trong tương lai gần hơn cho các kết quả trong tương lai xa. Hình mẫu giảm giá này là không phù hợp năng động (hoặc không phù hợp thời gian), và do đó không phù hợp với các mô hình cơ bản của lựa chọn hợp lý, vì tỷ lệ chiết khấu giữa thời gian t và t+1 sẽ thấp vào thời điểm t-1, khi t là tương lai gần, nhưng cao vào thời điểm t khi t là hiện tại và thời gian t+1 tương lai gần.
Hình mẫu thực sự có thể được giải thích thông qua các mô hình chiết khấu phụ thêm mà phân biệt sự chậm trễ và khoảng thời gian chiết khấu: mọi người ít phát ốm (mỗi đơn vị thời gian) qua các khoảng thời gian ngắn hơn bất kể khi nào chúng xảy ra. Nhiều công trình gần đây về sự lựa chọn liên thời gian chỉ ra rằng chiết khấu là một ưu tiên. Chiết khấu bị ảnh hưởng rất nhiều bởi những kỳ vọng, khung, tập trung, liệt kê suy nghĩ, tâm trạng, dấu hiệu, lượng glucose, và quy mô được sử dụng để mô tả những gì được giảm. Một số nhà nghiên cứu nổi bật câu hỏi liệu chiết khấu, thông số chủ yếu của lựa chọn liên thời gian, có thực sự mô tả những gì mọi người làm khi họ có những lựa chọn với những hậu quả trong tương lai. Liên quan sự thay đổi của tỉ lệ chiết khấu, đây có thể là vấn đề.

### Các khu vực nghiên cứu khác
Các nhánh khác của kinh tế học hành vi làm phong phú thêm mô hình của chức năng tiện ích mà không ám chỉ sự không thống nhất trong các ưu tiên. Ernst Fehr, Armin Falk, và Matthew Rabin nghiên cứu "tính công bằng", "ác cảm bất bình đẳng" và "chủ nghĩa vị tha đối ứng", bằng cách làm suy yếu các giả định tân cổ điển về "tính ích kỷ hoàn hảo." Công trình này đặc biệt áp dụng đối với việc thiết lập tiền công. Công trình trên "động lực nội tại" của Gneezy và Rustichini và trên "bản sắc" của Akerlof và Kranton giả định các tác nhân lấy được tiện ích từ việc áp dụng các tiêu chuẩn cá nhân và xã hội bổ sung vào thuyết vị lợi kỳ vọng có điều kiện.
"Thuyết vị lợi kỳ vọng có điều kiện" là một hình thức lý luận khi cá nhân có một ảo giác về kiểm soát, và tính toán xác suất của các sự kiện bên ngoài và do đó tiện ích như một hàm của hành động của chúng, ngay cả khi chúng không có khả năng có tính nguyên nhân để ảnh hưởng đến những sự kiện bên ngoài này.
Kinh tế học hành vi được công chúng đón nhận, với sự thành công của các cuốn sách như Predictably Irrational của Dan Ariely. Các người thực hành của môn học đã nghiên cứu các chủ đề chính sách bán công như lập bản đồ băng thông rộng.

## Những lời chỉ trích
Các nhà phê bình của kinh tế học hành vi thường nhấn mạnh tính hợp lý của các tác nhân kinh tế. Họ cho rằng hành vi được quan sát bằng thực nghiệm đã hạn chế áp dụng cho các tình thế thị trường, như các cơ hội học tập và cạnh tranh đảm bảo ít nhất một ước lượng gần xấp xỉ hành vi hợp lý.
Những người khác lưu ý rằng các lý thuyết nhận thức, chẳng hạn như lý thuyết triển vọng, là các mô hình của ra quyết định, không tổng quát hóa hành vi kinh tế, và chỉ có thể áp dụng cho các loại vấn đề ra quyết định một lần được trình bày cho đối tượng tham gia thí nghiệm hoặc khảo sát.
Các nhà kinh tế truyền thống cũng hoài nghi về các kỹ thuật thực nghiệm và dựa trên khảo sát mà kinh tế học hành vi sử dụng rộng rãi. Các nhà kinh tế thường nhấn mạnh các ưu tiên tiết lộ trên các ưu tiên tuyên bố (từ các cuộc điều tra) trong việc xác định giá trị kinh tế. Các thí nghiệm và các cuộc điều tra có nguy cơ của các thiên vị hệ thống, hành vi chiến lược và thiếu tính tương thích khuyến khích.
Rabin (1998) bác bỏ những lời chỉ trích này, cho rằng các kết quả phù hợp thường thu được trong nhiều tình huống và khu vực địa lý và có thể tạo ra cái nhìn sâu sắc lý thuyết tốt. Các nhà kinh tế học hành vi cũng đã phản ứng với những lời chỉ trích bằng cách tập trung vào nghiên cứu lĩnh vực chứ không phải là phòng thí nghiệm. Một số nhà kinh tế nhìn thấy một ly giáo cơ bản giữa kinh tế học thực nghiệm và kinh tế học hành vi, nhưng các nhà kinh tế hành vi và thực nghiệm nổi tiếng có xu hướng chia sẻ các kỹ thuật và phương pháp tiếp cận trong việc trả lời các câu hỏi chung. Ví dụ, các nhà kinh tế hành vi đang tích cực điều tra kinh tế học thần kinh, đó là hoàn toàn thực nghiệm và chưa được xác nhận trong lĩnh vực này
Những người ủng hộ khác của kinh tế học hành vi lưu ý rằng các mô hình tân cổ điển thường không dự đoán kết quả trong bối cảnh thế giới thực. Hiểu biết sâu sắc về hành vi có thể ảnh hưởng đến các mô hình tân cổ điển. Các nhà kinh tế hành vi lưu ý rằng các mô hình sửa đổi này không chỉ đạt được những dự báo chính xác giống như các mô hình truyền thống, mà còn dự đoán chính xác một số kết quả mà các mô hình truyền thống thất bại.

## Các nhà lý thuyết kinh tế học hành vi đáng chú ý

### Kinh tế học
- Dan Ariely[43]
- Colin Camerer
- Ernst Fehr
- Daniel Kahneman
- Laszlo Garai
- David Laibson
- George Loewenstein
- Sendhil Mullainathan[44]
- Drazen Prelec
- Matthew Rabin
- Herbert A. Simon
- Paul Slovic
- Vernon L. Smith
- Larry Summers[45]
- Richard Thaler
- Amos Tversky
- Peter Wakker
- Sanjit Dhami
- John Quiggin

### Tài chính
- Malcolm Baker
- Nicholas Barberis
- Gunduz Caginalp
- David Hirshleifer
- Andrew Lo
- Michael Mauboussin
- Terrance Odean
- Richard L. Peterson
- Charles Plott
- Hersh Shefrin
- Robert Shiller
- Andrei Shleifer
- Richard Thaler
- Robert Vishny